# رودنا
رودنا (به چکی: Rodná) یک منطقهٔ مسکونی در جمهوری چک است که در منطقه تابور واقع شده‌است. رودنا ۹٫۱۴ کیلومتر مربع مساحت و ۱۰۹ نفر جمعیت دارد و ۶۵۵ متر بالاتر از سطح دریا واقع شده‌است.